# Fondation de l'Œuvre Notre-Dame
Ne doit pas être confondu avec Musée de l'Œuvre Notre-Dame.
La Fondation de l’Œuvre Notre-Dame est une fondation de droit local dont les missions sont de financer le chantier, assurer l’entretien et une partie des restaurations ainsi que de documenter la cathédrale de Strasbourg.
Existant presque sans interruption depuis au moins le XIIIe siècle, la Fondation de l’Œuvre Notre-Dame est ainsi à la fois le plus ancien atelier de cathédrale au monde et le seul encore en activité en France. Son statut actuel est celui d’une fondation dotée d’une personnalité morale de droit privé, mais dont l’administrateur est le maire de Strasbourg, sous surveillance du conseil municipal. À ce titre, elle a été progressivement intégrée au sein de l’administration de la Ville de Strasbourg, d’abord en tant que service dépendant de la direction de la construction, puis, depuis 2000, de la direction de la culture.
Elle ne doit pas être confondue avec le Musée de l’Œuvre Notre-Dame, qui, bien qu’entretenant des liens avec elle, est une institution différente.

## Histoire

### Origines
La Fondation de l’Œuvre Notre-Dame est mentionnée pour la première fois en 1224, sous le nom d’opus sancte Marie, mais sa création pourrait remonter à 1190. À partir des années 1260, la Ville de Strasbourg s’introduit petit à petit dans la gestion de l’institution, puis, entre 1282 et 1286, elle en prend le contrôle complet. Bien que l’évêque Walter de Geroldseck et la Ville se soient combattus dans une guerre qui s’achève en 1262 par l’émancipation de Strasbourg sous le statut de ville libre d'Empire, la transition des années 1280 ne semble pas s’être effectuée dans un contexte conflictuel. L’évêché n’a en effet à aucun moment cherché à l’empêcher et semble même avoir alors entretenu d’excellentes relations avec la Ville. Lors de la rédaction des statuts municipaux entre 1305 et 1320, la Ville acte le changement de gouvernance en stipulant que les administrateurs sont nommés par le Magistrat, qui contrôle par ailleurs les comptes deux fois par an.

### Prise de contrôle par la Ville
Les relations entre l’évêché et la Ville s’enveniment cependant à la fin du XIVe siècle, l’évêque accusant notamment la Ville de mal gérer l’Œuvre, voir d’en détourner les fonds. En 1399, le receveur, les administrateurs, l’architecte et le chapelain sont renvoyés par la Ville. Elle ordonne également l’inventaire complet des biens et le déménagement des archives dans un local spécial de la cathédrale, derrière une porte munie de trois serrures dont les clés sont partagées entre les administrateurs, obligeant ainsi quiconque souhaitant accéder aux archives de le faire en présence des trois notables. L’administration municipale impose également un nouveau règlement beaucoup plus strict, qui rend notamment nécessaire l’obtention de l’accord des administrateurs pour la plupart des actes juridiques. Toutes ces mesures semblent effectivement indiquer l’existence de malversations, ou à tout le moins d’une gestion négligente, au sein de l’Œuvre Notre-Dame. Elles ne paraissent toutefois pas avoir constituées un rempart absolu, puisque le receveur Egidius Villenbach est condamné en 1463 à la pendaison pour des malversations. 
Ces mesures ne calment cependant pas l’ire de l’évêque, qui souhaite retrouver le contrôle de l’Œuvre, nécessitant l’intervention de l’archevêque de Mayence et du margrave de Bade comme médiateurs en 1422. La médiation donne naissance au compromis de Spire : la Ville conserve le contrôle de l’Œuvre, mais les administrateurs et le receveur doivent prêter serment de n’en utiliser les revenus qu’au bénéfice de la cathédrale et de l’Œuvre elle-même. Il est également prévu qu’un chanoine représentant l’évêché soit présent à chaque reddition des comptes, bien que la Ville ne respectera jamais cette partie de l’engagement. Les questions juridictionnelles ayant été réglées, un nouveau règlement est établi dans la deuxième moitié du XVe siècle. Ce document est très complet et traite de la gestion de l’institution dans les moindres détails, ce qui permet de connaître exactement son organisation à cette époque. Dans le même temps, ces nouveaux règlements mettent également fin à toute forme d’indépendance de l’Œuvre Notre-Dame, qui est assimilée dès le préambule à un service municipal : la séparation entre la Ville et l’institution n’est désormais plus que juridique, dans les faits elle est entièrement sous le contrôle de la Ville.

### La corporation des tailleurs de pierre de l’Œuvre Notre-Dame

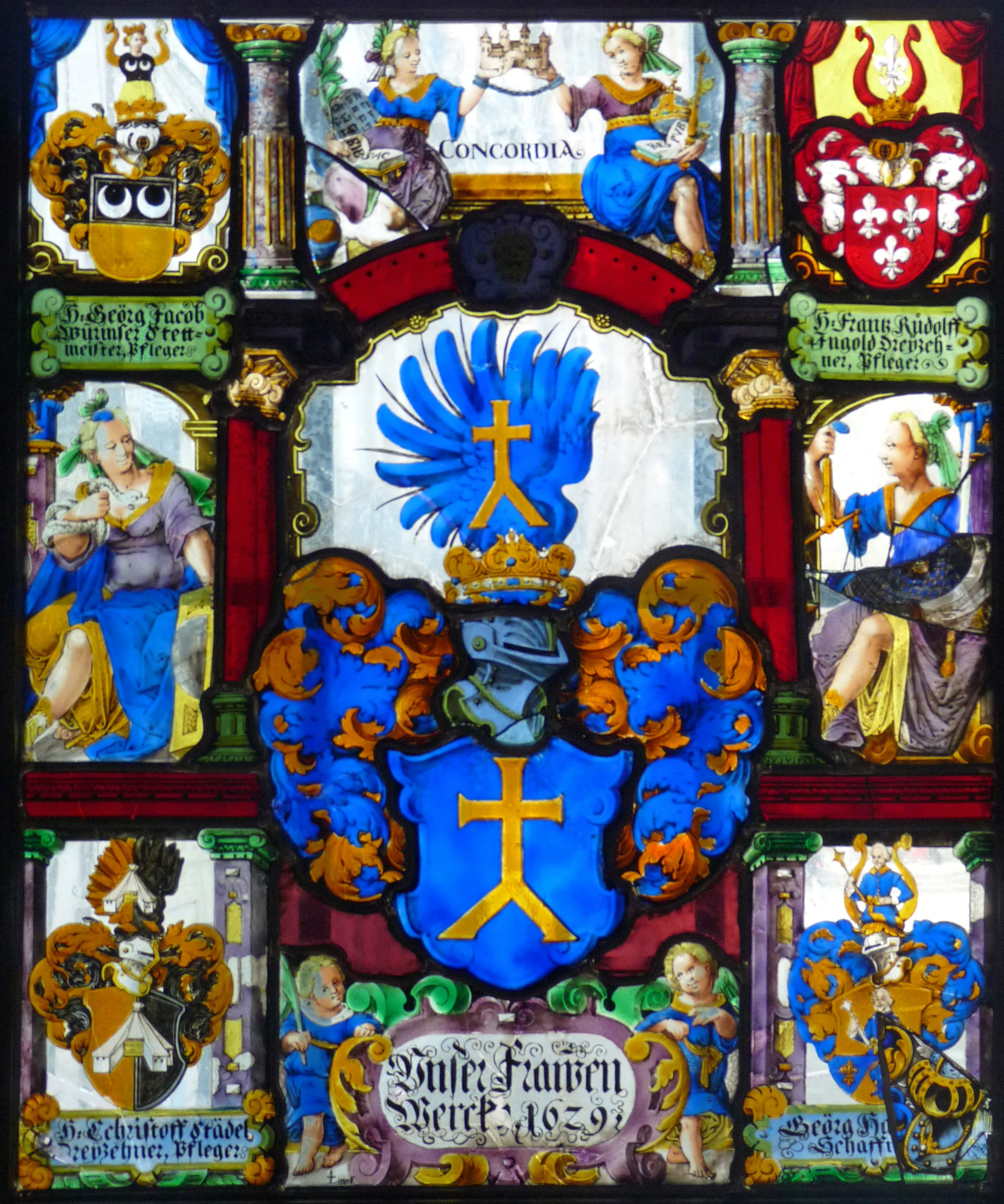
Panneau de vitrail aux armes de l’Œuvre Notre-Dame, 1629, Musée de l’Œuvre Notre-Dame.

Initialement, tous les tailleurs de pierre de Strasbourg font partie de la même corporation et, par tradition, la bannière, important objet de prestige, est conservée à l’atelier de la cathédrale, dont le maître d’œuvre est également maître de la corporation. Cette situation n’est pas sans provoquer des conflits entre les artisans de l’Œuvre Notre-Dame et les autres. Le plus important de ceux-ci a lieu à la fin du XIVe siècle : les artisans « privés », profitant d’une vacance de la maîtrise d’œuvre de la cathédrale, s’emparent de la bannière, qu’ils refusent ensuite de restituer. Cet incident entraîne une bataille judiciaire, qui se solde par la séparation : désormais les tailleurs de pierre de l’Œuvre Notre-Dame feront corporation à part, avec leurs propres règlements et leur propre bannière.
Le même problème s’étant posé dans d’autres villes du Saint-Empire romain germanique, où il avait été résolu de la même manière, ces nouvelles corporations se rapprochent pour mettre en place une organisation commune du métier. En 1459, elles se réunissent donc à Ratisbonne, où est voté un règlement commun. Celui-ci divise entre autres le Saint-Empire en quatre zones, supervisée chacune par un atelier majeur, dont le maître est le gardien des statuts et le juge des conflits : l’atelier de Vienne est responsable de l’est, Berne de la Confédération suisse, Strasbourg du sud et du sud-est, Cologne du centre et de l’ouest. Ayant par ailleurs jugé que la flèche de la cathédrale de Strasbourg était le plus grand chef d’œuvre du métier, la corporation en fait l’atelier suprême, dont le maître d’œuvre est le grand-maître de la corporation et le juge ultime pour tous les litiges touchant au métier.

### Le déclin de l’époque moderne
Malgré la fin des grands chantiers au milieu du XVIe siècle, en partie du fait de la conversion de la cathédrale au culte protestant en 1527, l’activité de l’Œuvre Notre-Dame parvient à se maintenir jusqu’à la fin de ce siècle, au travers de travaux de restauration et de l’agrandissement de la Maison de l'Œuvre Notre-Dame. La situation se dégrade toutefois progressivement à partir des années 1560, en raison d’une crise économique entraînant une forte inflation, qui a pour conséquence de multiplier par trois les dépenses de l’Œuvre entre 1500 et 1600, alors que dans le même temps les revenus baissent.
La guerre de Trente Ans aggrave encore la situation financière de l’Œuvre, qui devient critique : celle-ci ayant construit sa stratégie de financement sur les rentes immobilières, les destructions causées par les belligérants réduit à néant ses revenus. Signe du délitement de l’institution : à la mort du maître d’œuvre Hans Heckler en 1642, son poste reste inoccupé pendant douze ans. Alors que la situation commence à peine à se redresser, la guerre de Hollande ravage une nouvelle fois la campagne alsacienne, forçant l’Œuvre à renoncer à une large part de ses revenus. En conséquence, lorsque le maître d’œuvre meurt en 1682, l’histoire se répète et le poste reste cette fois vacant pendant quatorze ans.
Les guerres de Louis XIV ne touchent pas uniquement l’Œuvre dans ses finances, mais également dans son prestige. À la fin du XVIIe siècle Strasbourg se trouve désormais dans le royaume de France, et non plus le Saint-Empire romain germanique. Cette situation amène les ateliers de cathédrale de l’Empire à contester le droit du maître de l’atelier de Strasbourg à arbitrer leurs conflits. Ainsi, en 1707, la Diète impériale révoque le statut d’atelier suprême que l’Œuvre avait acquis en 1459. Celle-ci tente de faire appel, mais la décision est définitivement confirmée en 1727.

### L’Œuvre Notre-Dame à l’époque contemporaine
À la suite de la Révolution, l’Œuvre Notre-Dame subit dans un premier temps le même sort que toutes les fabriques de France : ses biens sont nationalisés en 1795 et son administration passe entre les mains des Domaines. La Ville fait toutefois appel à Napoléon Bonaparte pour contester cette saisie, au motif que l’institution n’était pas gérée par le clergé, mais par la municipalité, et que, pour cette raison, elle n’entre pas dans le cadre du décret de nationalisation des biens de l’Église. Le Premier Consul donne finalement raison au conseil municipal par l’arrêté consulaire du 3 frimaire de l’an XII (25 novembre 1803), qui ordonne la restitution de ses biens à l’Œuvre Notre-Dame et consolide juridiquement son statut de responsable de l’entretien de la cathédrale.

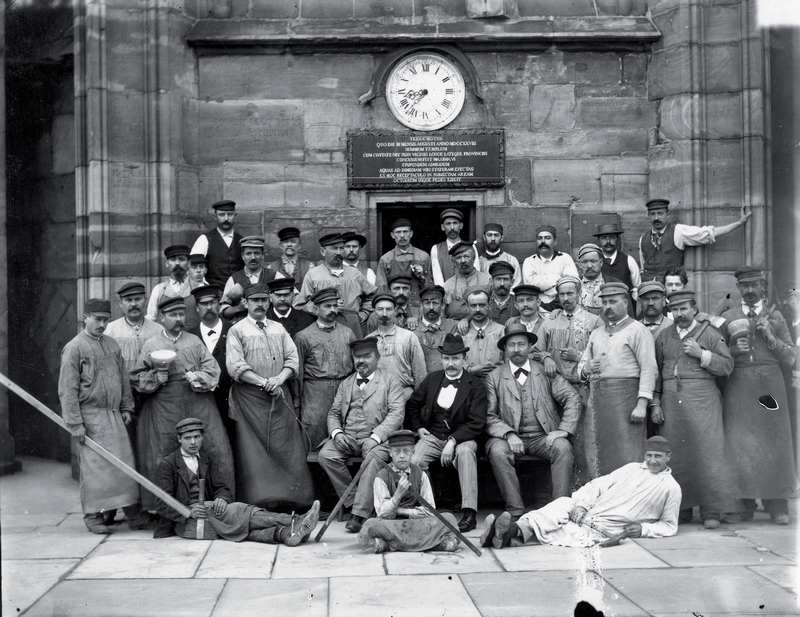
Le personnel de l’Œuvre Notre-Dame sur la plateforme de la cathédrale vers 1905.

Ce statut particulier est remis en cause à plusieurs reprises dans la première moitié du XIXe siècle. Les discussions sont centrées, d’une part, sur qui peut faire quoi en matière de travaux, l’État considérant qu’il dispose de la prérogative d’autoriser les travaux et de nommer les architectes, tandis que la Ville de Strasbourg souhaite que soit reconnue sa compétence en la matière ; d’autre part, le débat tourne autour du caractère ecclésiastique ou non de la Fondation, ses droits et attributions pouvant être radicalement différents en fonction d’un cas ou de l’autre. Ces querelles ne changent toutefois rien à la situation, pas plus que le rattachement de l’Alsace-Moselle à l’Allemagne en 1870, puis de nouveau à la France en 1918. Pendant la Seconde Guerre mondiale le statut est plus directement remis en cause par les autorités d’occupation, qui rattachent la Fondation à l’autorité centrale des bâtiments. 
Le 28 juin 1999, l’État et l’Œuvre signent une convention centennale réglant les interactions entre l’État et la Fondation. Cette convention permet notamment de régler définitivement la question de la responsabilité des travaux et de la nomination de l’architecte : l’État est reconnu responsable de la maîtrise d’ouvrage de la cathédrale de Strasbourg, qu’il délègue cependant dans certains cas à la Fondation, celle-ci en assumant la charge à titre de don en nature.
Depuis le 27 juin 2017, la Fondation de l’Œuvre Notre-Dame est inscrite à l’inventaire du patrimoine culturel immatériel en France, sous le libellé « Les savoir-faire de la Fondation de l’Œuvre Notre-Dame appliqués à la cathédrale de Strasbourg et sa collaboration coutumière ». Cet inventaire est placé sous la responsabilité du ministère de la Culture et constitue un préalable à une candidature internationale auprès de l’Unesco.

## Organisation

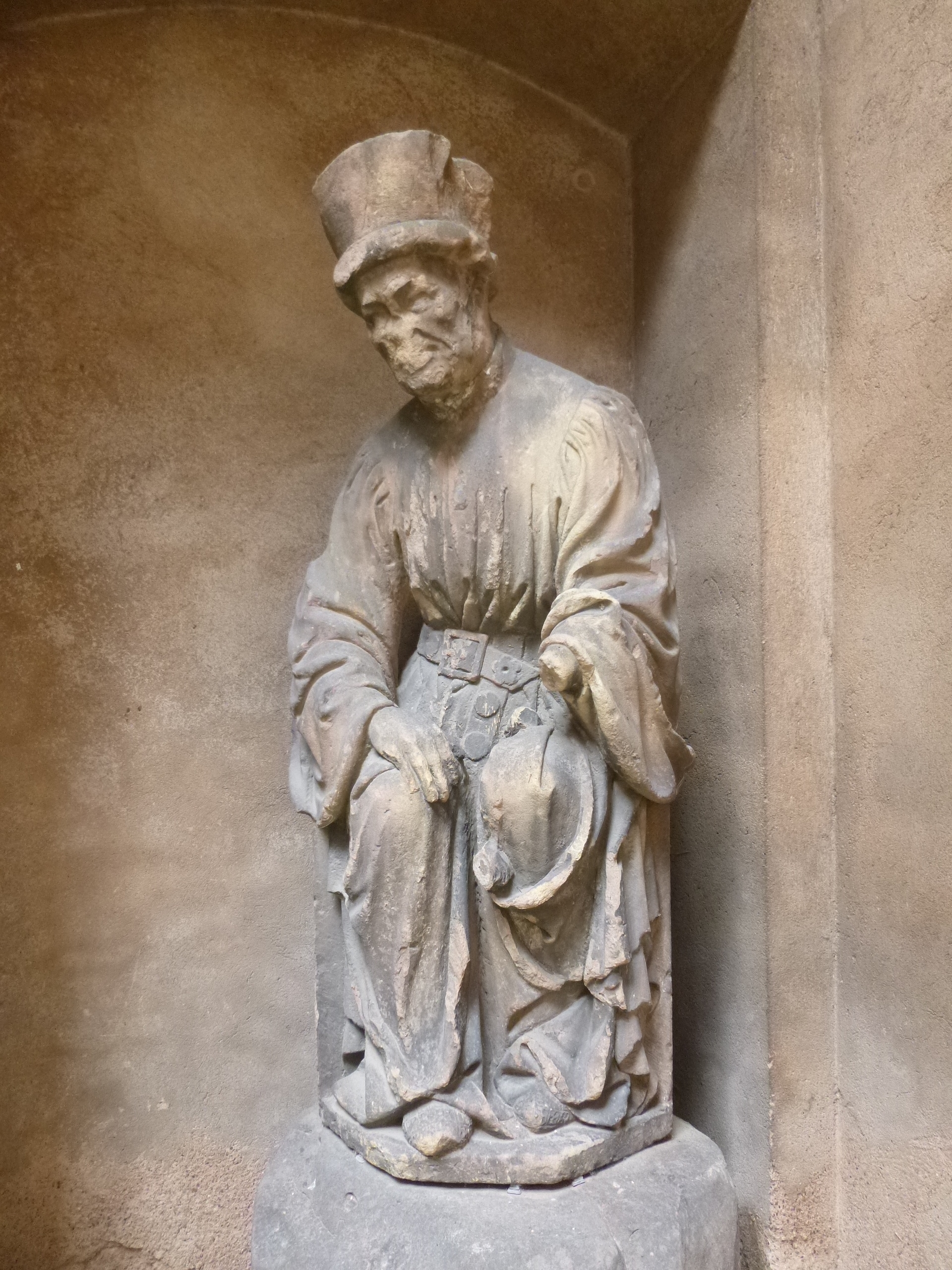
Statue dite du receveur de l’Œuvre Notre-Dame, XVe siècle, Musée de l’Œuvre Notre-Dame.

### Au Moyen Âge

#### Gestion administrative
À ses débuts, la Fondation de l’Œuvre Notre-Dame est administrée par des chanoines du chapitre de la cathédrale pour le compte de l’évêque de Strasbourg. Ces administrateurs sont appelés « maîtres d’œuvre », titre qui n’a alors pas la connotation technique qu’il prit ultérieurement. Dès 1261 cependant, des laïcs, bourgeois de Strasbourg, apparaissent sous divers titres dans les rangs des administrateurs et leur importance va croissant dans les années suivantes. Dans les années 1280-1290, dans le contexte de la prise de contrôle de l’institution par la Ville, les chanoines disparaissent de la gestion au profit de laïcs nommés par la celle-ci.

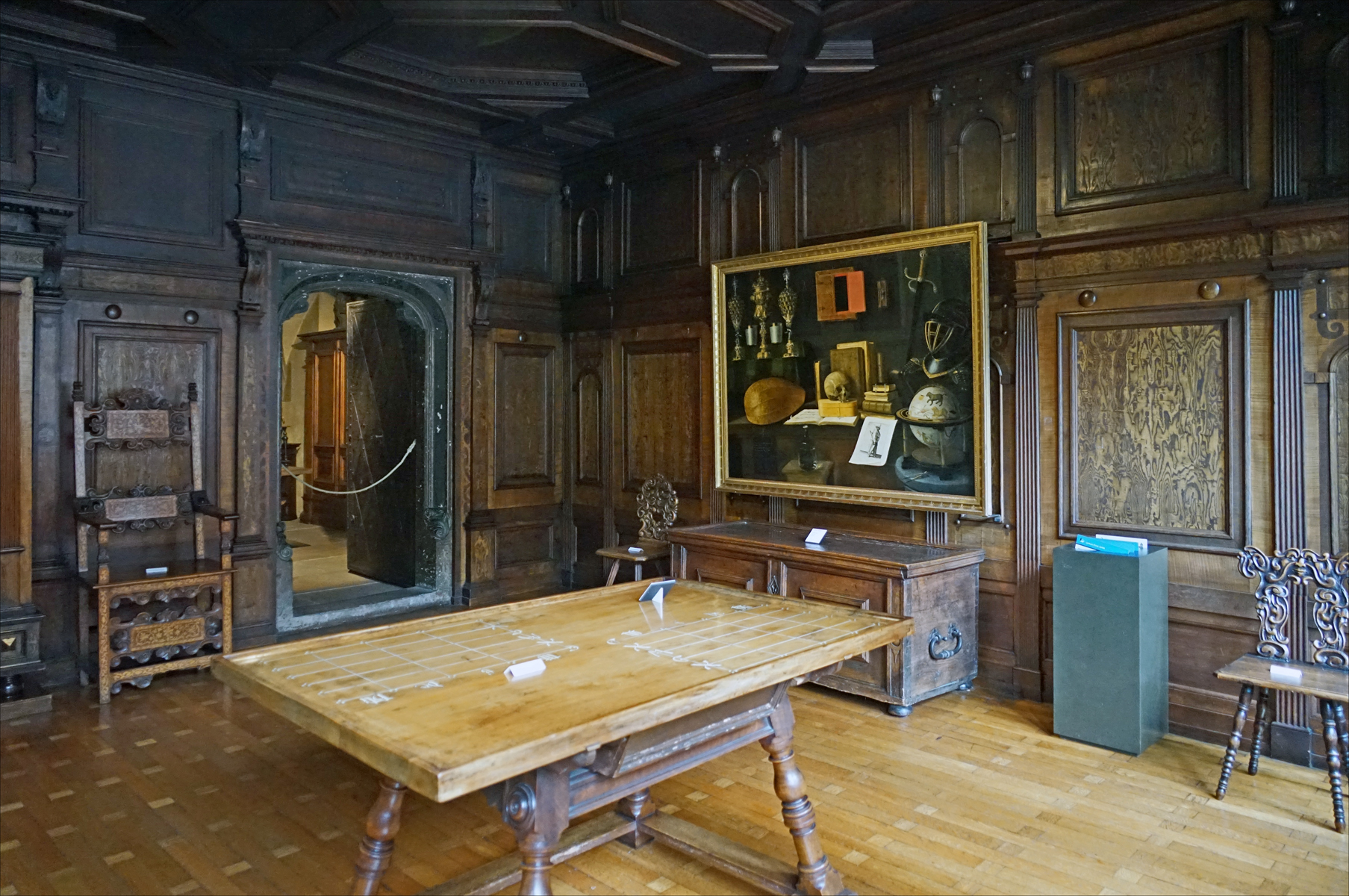
Ancien bureau du receveur dans la Maison de l’Œuvre Notre-Dame, avec sa table à calculer.

Si le fonctionnement de l’Œuvre Notre-Dame n’est pas connu en détail pour le XIIIe siècle, l’accroissement du nombre de documents conservés à partir du XIVe siècle, en particulier les règlements qui commencent à être rédigés à cette période, permettent de s’en faire une meilleure idée. À partir du XIVe siècle, on trouve ainsi à la tête de l’institution trois administrateurs, dit pfleger, qui sont choisis parmi la haute bourgeoisie et ne touchent pas de salaire, bien qu’ils reçoivent de nombreux cadeaux en nature de la part de l’Œuvre lors des fêtes. Le rôle des administrateurs est de représenter la Ville au sein de l’Œuvre Notre-Dame et de contrôler l’action du receveur (schaffner). Celui-ci se charge de la gestion quotidienne de l’institution et du chantier de la cathédrale, et a, de fait, la main sur toutes les entrées et sorties d’argent. Du fait de ces responsabilités, sa fonction devint de plus en plus encadrée pour éviter les malversations : il lui est notamment interdit d’être marié, et à fortiori d’avoir des enfants, et il doit obligatoirement léguer tous ses biens à l’Œuvre à sa mort. 
Le receveur est assisté d’un, puis de deux secrétaires (schreiber), ainsi que d’un messager (bote). Il a également autorité sur tout le personnel de service de l’Œuvre Notre-Dame, d’abord personnellement puis par l’intermédiaire de l’économe au XVe siècle. En cas d’absence, il est remplacé par le chapelain, qui s’occupe également de l’autel de la Vierge dans la cathédrale et est chargé de fermer les portes de la Maison de l’Œuvre Notre-Dame le soir.

#### Organisation du chantier cathédral

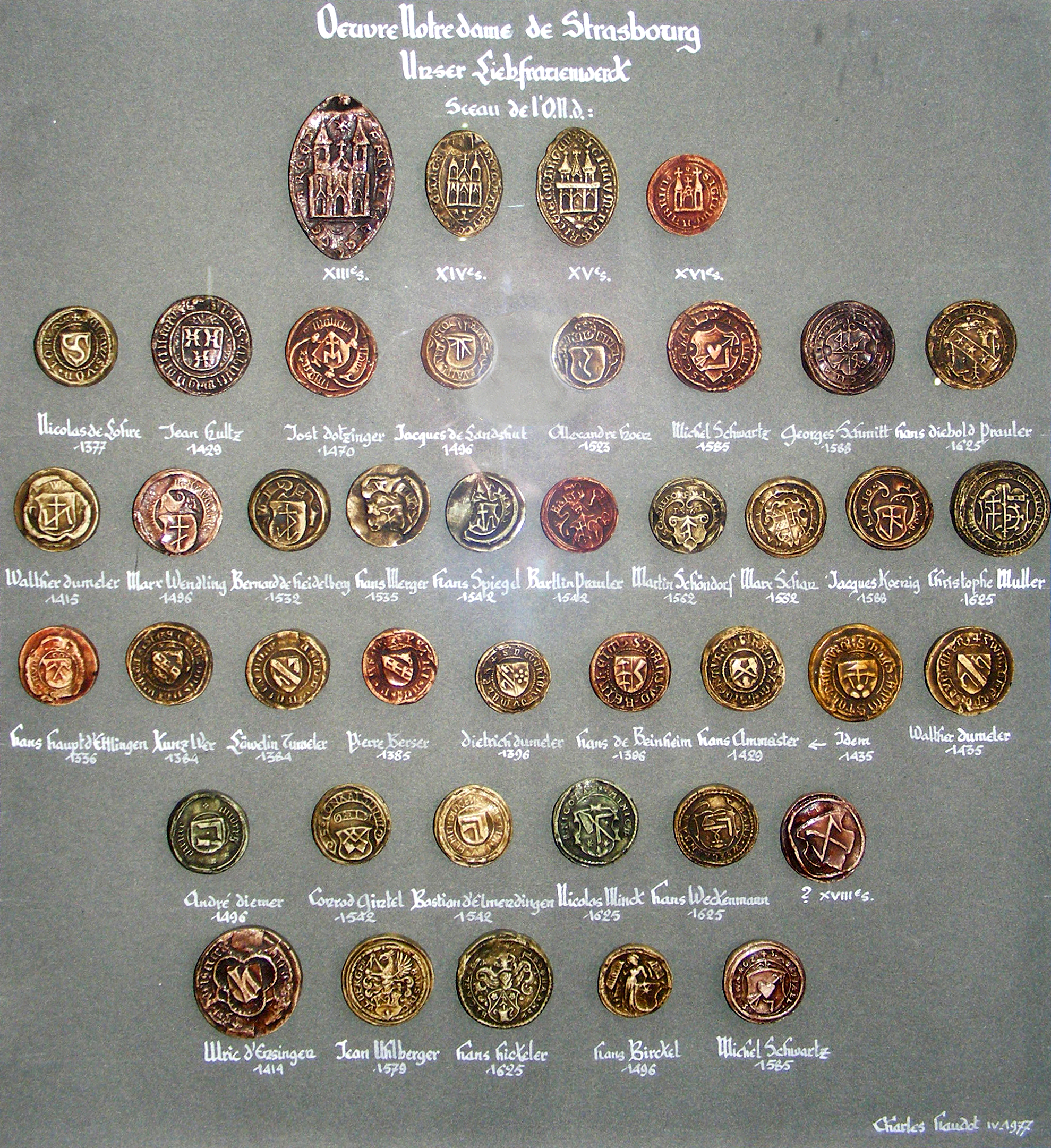
Sceaux de l’Œuvre Notre-Dame et des maîtres d’œuvre au Moyen Âge et à l’époque moderne.

Toute la structure administrative n’ayant pour but que de supporter le chantier de construction de la cathédrale, il existe en parallèle un ensemble de personnel affecté à cette mission. Le chantier médiéval est sous la responsabilité du maître d’œuvre (werkmeister), dont le premier à être mentionné par son nom est maître Erwin en 1284. Outre la conception du bâtiment en lui-même, qui passe par la réalisation de plans, le maître d’œuvre joue également le rôle de chef de chantier, régissant l’organisation matérielle de celui-ci et s’assurant de la bonne avancée des travaux. Par ailleurs, il remplit également une fonction judiciaire, étant à partir du XVe siècle l’un des trois juges de la police du bâtiment, chargés de régler les litiges liés aux constructions. Le maître d’œuvre de la cathédrale de Strasbourg est également automatiquement maître de la corporation des tailleurs de pierre de la ville, puis, à compter de 1459, le maître suprême des corporations de bâtisseurs de cathédrale du Saint-Empire romain germanique, ce qui en fait le juge ultime de tous les litiges relatif au métier. Les maîtres d’œuvre strasbourgeois sont engagés par la Ville et doivent prêter serment lors de la signature de leur contrat. Ils jouissent d’une rémunération particulièrement élevée, constituée d’une somme annuelle payée en quatre fois, à laquelle s’ajoute un salaire hebdomadaire fixe, plus une part variable en fonction du nombre de litiges qu’ils jugent ; au total, au début du XVe siècle, un maître d’œuvre peut gagner plus de cinquante livres par an, auxquelles s’ajoutent encore de nombreux avantages en nature : logement, bois de chauffage, nourriture, vêtements, etc.
Le maître d’œuvre est assisté par le parlier (baliere), dont la tâche principale est de transcrire les plans du maître d’œuvre en épures et gabarits utilisables par les tailleurs de pierre. Il assiste également le maître d’œuvre dans sa mission de conducteur de travaux et le remplace lorsqu’il est absent ou que le poste est vacant. Il n’est pas rare que les parliers deviennent par la suite maître d’œuvre, comme Jean Hültz ou Hans Hammer. Les maîtres des carrières gèrent quant à eux les carrières de l’institution et le personnel qui y est attaché, il s’agit d’un poste important demandant une grande expertise, afin de livrer des matériaux de qualité au chantier.
Les tailleurs de pierre (steinmetz) constituent le gros du personnel technique de l’Œuvre : une trentaine lors de l’édification de la haute tour, probablement le double lors de celle de la façade ; à l’approche de l’achèvement de la flèche en 1439, leur nombre diminue progressivement et oscille par la suite entre quatre et neuf selon les périodes. À Strasbourg, les tailleurs de pierre sont payés à la journée (taglohn) et touchent tous le même salaire de base, auquel s’ajoute éventuellement des suppléments pour ceux qui effectuent des tâches hautement qualifiées, comme le parlier déjà évoqué, l’appareilleur (setzer), un spécialiste de la pose des pierres et des coulages au plomb, ou encore le sculpteur d’ornement (laubhauer). Les tailleurs de pierre sont assistés par les valets de l’atelier (hüttenknecht), qui leur apportent leurs outils, nettoient l’atelier ou encore déplacent les blocs. Parmi ceux-ci, les valets du treuil ont spécifiquement la charge d’actionner les grues du chantier, ils jouissent d’une rémunération plus élevée du fait de la difficulté de la tâche.
Certains corps de métiers sont sollicités par l’Œuvre, sans pour autant faire partie de son personnel, c’est le cas notamment des maçons, des verriers, des fondeurs de cloches, des couvreurs et des charpentiers, pour lesquels l’institution paye un maître privé qui vient avec ses propres ouvriers. Les forgerons et leurs valets sont en revanche des employés de l’Œuvre. Tout comme les tailleurs de pierre, leur nombre fluctue selon les phases de chantier, mais, à l’inverse ces derniers, qui voyagent d’un chantier à l’autre, les forgerons restent toute leur vie à l’Œuvre Notre-Dame, les retraités devenant par ailleurs gardiens de l’autel de la Croix.

### À l’époque contemporaine
En 2020, la Fondation dispose d’un statut juridique unique en France. Elle est en effet d’un côté une fondation de droit local, dont l’arrêté consulaire du 3 frimaire de l’an XII (25 novembre 1803) constitue à la fois les statuts et l’autorisation, ce qui lui confère la personnalité morale propre aux fondations privées et donc de jouir de la fiscalité qui y est attachée. D’un autre côté, cette fondation ne dispose cependant pas de membres adhérents, c’est le conseil municipal de la Ville de Strasbourg qui en est l’organe de direction, le maire disposant du droit d’administrer ses biens et de nommer son personnel. La gestion, notamment financière, relève ainsi du droit public.
Jusqu’en 1999, la gestion des travaux se faisait sous la direction de l’architecte de l’Œuvre Notre-Dame. Cette disposition posait cependant des problèmes juridiques liés à la législation sur les Monuments Historiques, en particulier vis-à-vis de la loi du 31 décembre 1913, conférant aux seuls architectes des Monuments Historiques le droit d’intervenir sur les cathédrales. Un accord avait bien été conclu en 1962 entre la Ville et l’État, stipulant que l’architecte de la Fondation devait suivre les cours de l’École de Chaillot, afin de disposer de la même formation que les architectes des Monuments Historiques, mais la situation restait juridiquement fragile, n’appliquant que l’esprit et non la lettre de la loi. Pour résoudre définitivement ce problème, la convention de 1999 énonce que la maîtrise d’œuvre est désormais confiée à un architecte en chef des monuments historiques, choisi conjointement par l’État et la Fondation, supprimant de fait le poste d’architecte de l’Œuvre Notre-Dame.

## Missions

### Financement du chantier de la cathédrale

#### Moyen Âge

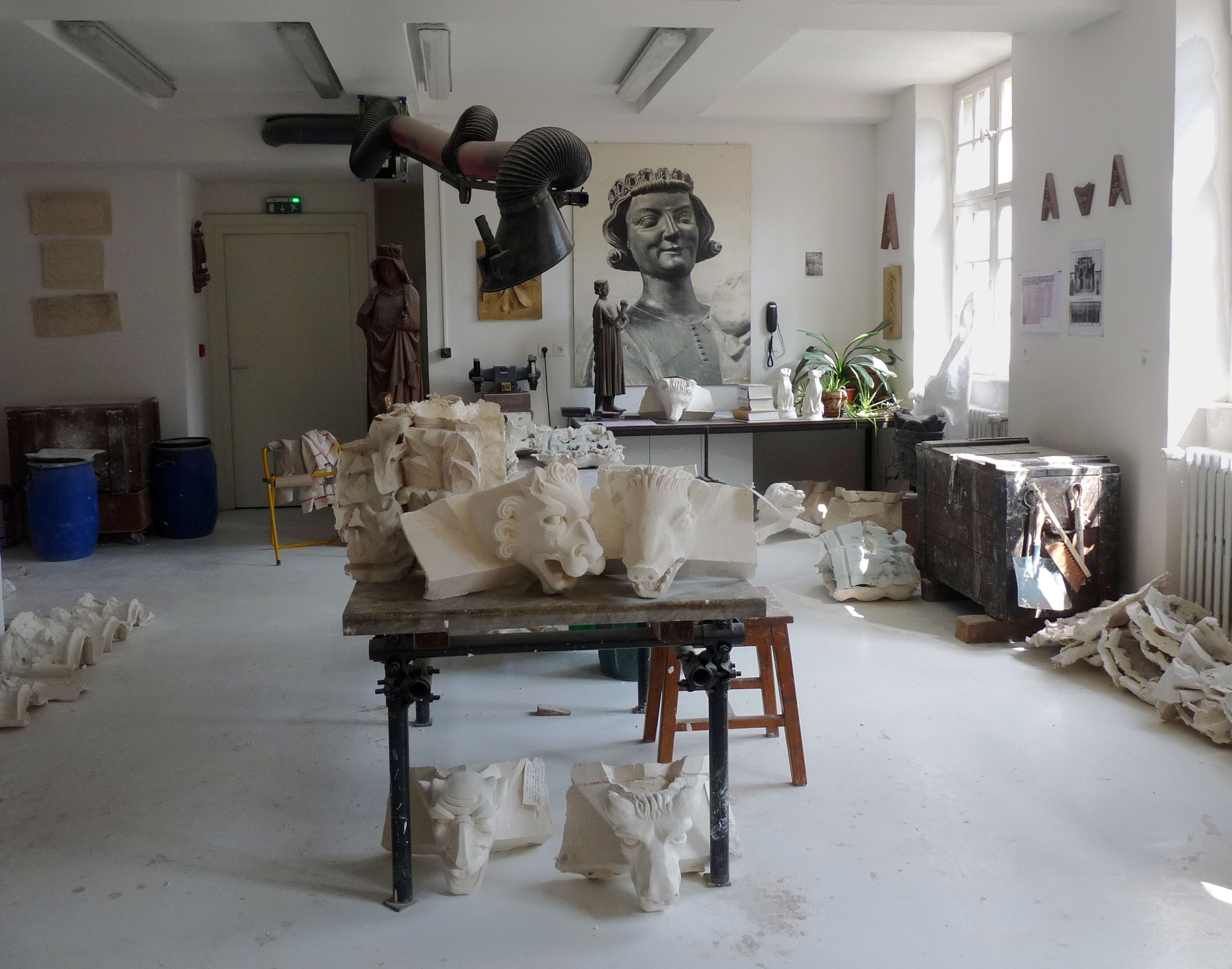
L’atelier de moulage en 2009.

À l’origine, le chantier de la cathédrale est financé en premier lieu par les dons. Ceux-ci proviennent soit du clergé, qui y affecte une part de ses revenus, soit, plus souvent, des fidèles. Dans le cas de Strasbourg, les appels aux dons sont adressés bien au-delà de la ville, à l’ensemble du Saint-Empire, avec parfois la bienveillance des évêques des diocèses voisin, comme celui de Spire, qui, en 1264, demande à ses fidèles de donner pour le chantier de Strasbourg. Les dons peuvent prendre la forme d’espèces, qui sont collectées dans des troncs installés dans la cathédrale et dans les églises du diocèse, ainsi que par des quêteurs itinérants. Une part non négligeable des dons est toutefois faite en nature : maisons, terrains agricoles, chevaux, bijoux, armes, etc. ou prend la forme de rentes.
Si la majeure partie de ces dons est ensuite vendue, l’immobilier, en revanche, est souvent conservé afin d’assurer des rentrées d’argent constantes à long terme. Les gestionnaires de l’Œuvre Notre-Dame allèrent toutefois plus loin et mirent en place une véritable politique d’acquisition foncière à partir du XIVe siècle. La Grande Peste constitue l’apogée de cette politique : alors que les dons affluaient pour les œuvres religieuses, les prix de l’immobilier chutèrent du fait de la baisse de population, et les gestionnaires en profitèrent pour faire d’habiles placements, constituant ainsi un très important patrimoine. Cette politique permet à l’Œuvre Notre-Dame d’assez bien résister à la baisse progressive des dons à partir du XVe siècle. Elle peut ainsi effectuer le financement des travaux de la flèche sans difficulté majeure, alors même que les dons ne représentent plus que 30% des revenus. En 1492, la part des dons n’est plus que de 10% dans le budget annuel de l’institution, qui ne s’est pourtant jamais aussi bien portée financièrement.
Outre les dons, le monnayage de services spirituels permet également de financer le chantier. La vente d’indulgences constitue ainsi une source importante de revenus à partir du XIIIe siècle, mais il existe d’autres types de services : il est par exemple possible d’adhérer, en échange d’une cotisation annuelle, à la Confrérie Notre-Dame, qui permet en retour d’accéder à des privilèges, comme bénéficier des sacrements même si la ville est sous interdit. Par ailleurs, à partir du milieu du XIVe siècle, l’Œuvre se lance également dans les activités bancaires afin de générer des revenus à long terme. La baisse progressive du taux de l’argent au cours du XVe siècle entraîne toutefois la fin de ces pratiques, alors devenues peu rentables.
Enfin, même au plus fort de son activité, la part du chantier de la cathédrale dans les dépenses de l’Œuvre n’a probablement jamais dépassé les 60%, étant donné que pour la période la mieux connue du début du XVe siècle ces frais sont inférieurs à 35%. La part la plus importante des dépenses est en fait attachée à l’entretien du patrimoine immobilier, tandis que les frais de fonctionnement sont également importants.

#### Époque contemporaine

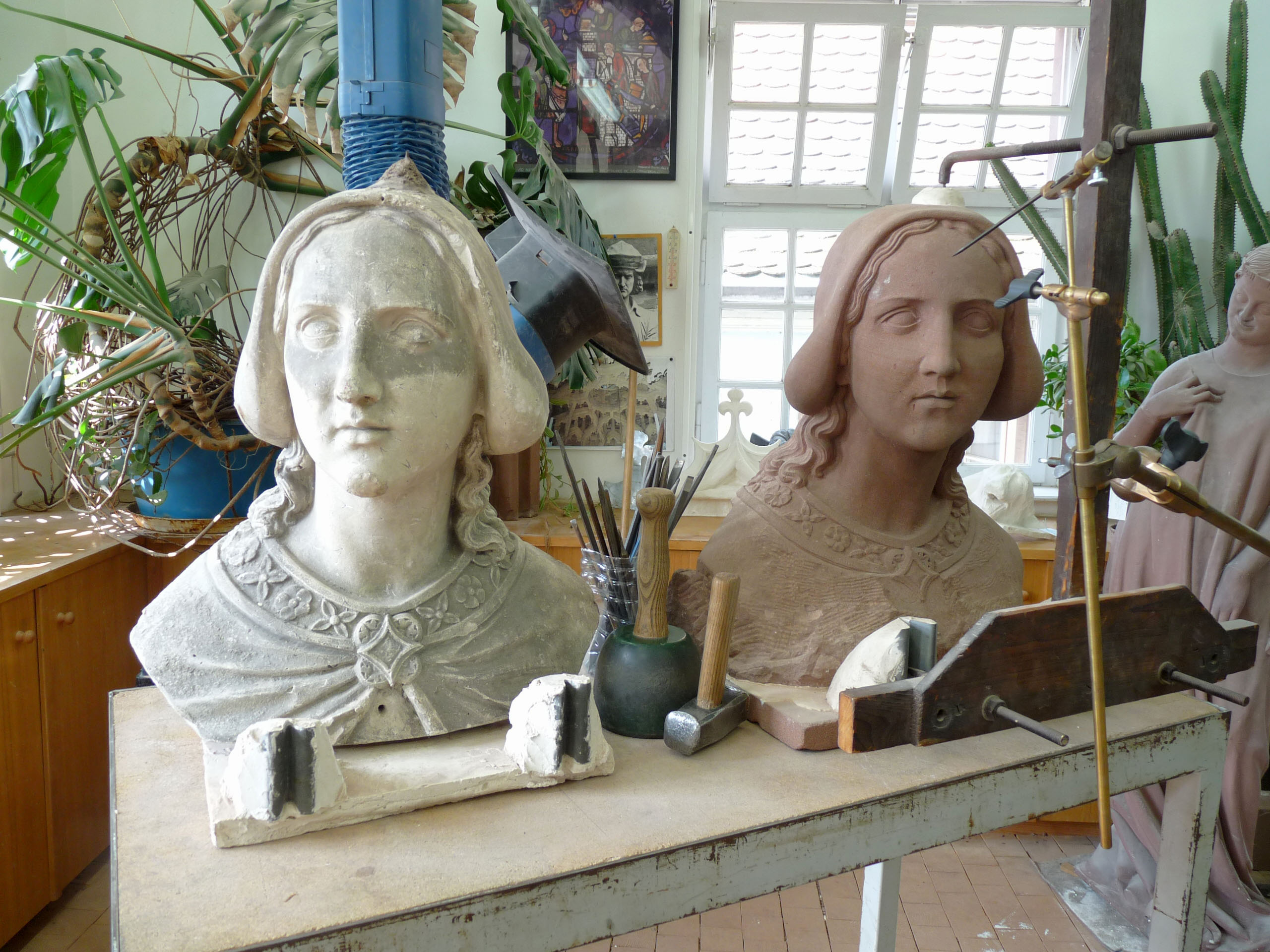
L’atelier de sculpture en 2009.

Les méthodes de financement ont relativement peu changées depuis le Moyen Âge, les différences les plus importantes étant liées à la séparation entre l’Église et l’Œuvre Notre-Dame, qui ne vend donc plus de services spirituels ni ne collecte d’argent via les quêtes ou des troncs placés dans les églises.
Le patrimoine foncier est d’environ un millier d’hectares de terres agricoles en 2014, auxquels s’ajoutent les trois cents soixante hectares du domaine forestier de l’Elmersforst et sa maison forestière, louée à un restaurateur. Dans le patrimoine immobilier se trouvent également quelques bâtiments notables du centre-ville de Strasbourg, comme la Maison de l'Œuvre Notre-Dame, siège de l’institution depuis le XIVe siècle et dont une partie est louée au Musée de l'Œuvre Notre-Dame, ainsi que la Maison Kammerzell. Les revenus de la location foncière et immobilière constituent toujours une part importante des rentrées de fonds et se situent dans une fourchette de 700 000 € à 800 000 € par an. La deuxième source stable de revenus de l’Œuvre Notre-Dame provient de l’exploitation du circuit touristique de la plate-forme de la cathédrale, qui a généré 600 000 € en 2013. Les dons et legs sont moins importants qu’au Moyen Âge, tant en nombre qu’en montant, mais restent un moyen essentiel d’augmenter le patrimoine.
Enfin, l’Œuvre Notre-Dame reçoit également un financement de la Ville de Strasbourg, mais il ne s’agit pas d’une source de revenu comme les autres, car cette subvention sert seulement à équilibrer le budget. Depuis 2014, l’institution s’est d’ailleurs fixé comme objectif de développer son financement propre, afin de ne plus dépendre de celle-ci. Au total, le budget de l’Œuvre Notre-Dame est en 2013 de cinq millions d’euro, répartis en 2,6 millions pour le fonctionnement et 2,4 millions pour les investissements.

### Construction, entretien et restauration
Au Moyen Âge, l’activité de l’Œuvre Notre-Dame était principalement de construire la cathédrale, mais cette mission s’est progressivement transformée après l’achèvement de la flèche en 1439, selon un processus qui est parallèle à l’évolution de la perception des monuments historiques et de la manière dont ils doivent être restaurés. Ainsi, si au XXe siècle il était encore d’usage de remplacer les pierres abîmées par des pierres neuves, en 2014 les chantiers s’attachent à maintenir un maximum d’éléments originaux in situ sur le monument.
Outre la conservation du monument, l’institution travaille également depuis la fin du XXe siècle sur la conservation des savoir-faire des métiers de l’atelier. À ce titre, l’atelier de l’Œuvre Notre-Dame est un des rares atelier en Europe à maintenir la pratique de la taille de pierre à l’aide d’outils manuels plutôt que pneumatiques ; le même principe s’applique à la forge où le travail est également majoritairement effectué à la main. Cette conservation des savoir-faire ne s’effectue pour autant pas sur le principe d’un écomusée, les technologies modernes étant volontiers introduites lorsqu’elles facilitent le travail sans en changer la nature ou qu’elles permettent d’améliorer la qualité des restaurations : les échafaudages métalliques modernes ont ainsi remplacés les échafaudages en bois, les cabestans ont laissé la place aux treuils électriques et de nouvelles techniques de conservation ont été introduites pour préserver les pierres d’origine.

### Documentation de la cathédrale
L’Œuvre Notre-Dame a commencé à accumuler des documents relatifs à la cathédrale dès le Moyen Âge : la collection des plans est par exemple régulièrement mentionnée dans les sources, qui évoquent les efforts faits pour la protéger ou pour y ajouter de nouvelles pièces. La formalisation de cette mission est cependant assez récente, ne s’étant faite qu’au début du XXIe siècle, après une prise de conscience progressive de sa valeur patrimoniale à partir du début du XXe siècle. Si ces collections sont utiles pour les chercheurs, elles servent avant tout à préparer les chantiers de restauration en conservant les éléments originaux et en traçant les opérations effectuées sur le monument.
Les collections de l’Œuvre Notre-Dame contiennent cinq thématiques majeures : le dépôt lapidaire, la gypsothèque, la collection des plans et dessins, la collection photographique et la bibliothèque. Le dépôt lapidaire recueille les éléments en pierre qui ont été déposés de la cathédrale, mais dont la conservation est considérée souhaitable. Ces éléments appartiennent à l’État et l’Œuvre Notre-Dame en assure la garde et la conservation à titre gracieux. Le dépôt contient également des éléments appartenant en propre à la Fondation, par exemple des statues n’ayant pas été posées sur la cathédrale ou des dons. La gypsothèque est une collection de moulages en plâtre, principalement de statues et d'ornements de la cathédrale, mais aussi d'œuvres représentatives de l’art médiéval comme le buste d’homme accoudé de Nicolas de Leyde. La collection des plans et dessins comporte environ sept mille pièces, datant du XIIIe siècle au XXIe siècle. Le joyau en est l’ensemble de plans du Moyen Âge, troisième plus grande collection de ce type en Europe après celles de Vienne et d’Ulm, et faisant depuis 2015 l’objet d’un prêt de longue durée au Musée de l’Œuvre Notre-Dame, qui les expose dans une salle spéciale. La collection photographique s’étend du milieu du XIXe siècle au XXIe siècle et comprend des œuvres réalisées avec une grande variété de techniques ; en plus des photographies concernant la cathédrale, elle contient une série de plaques au collodion sur Strasbourg réalisée par Charles Winter, ainsi qu’un ensemble de monuments Européens provenant des studios d’Édouard Baldus et des frères Bisson. La bibliothèque enfin contient plus de cinq mille ouvrages sur la cathédrale et l’histoire de l’architecture et des techniques de construction.
En plus de ces thèmes majeurs, les collections comprennent plusieurs séries plus modestes en taille, mais abritant parfois aussi des pièces remarquables : la collection des vitraux contient ainsi la quasi-totalité des panneaux conservés de l’ancienne église des Dominicains de Strasbourg, que l’Œuvre Notre-Dame a acquise au XIXe siècle et dont une partie est visible dans la chapelle Saint-Laurent et le bras sud du transept de la cathédrale. L’institution possède également une grande quantité d’archives, mais ne conserve elle-même que celles des deux derniers siècles, les archives antérieures à la Révolution, notamment le riche fonds médiéval, ayant été confiées aux archives municipales.
En 1931, une partie des collections de la Fondation fut aussi transférée à un musée nouvellement crée, le musée de l’Œuvre Notre-Dame, où elles rejoignirent d’autres œuvres provenant de la « Société pour la conservation des monuments historiques d'Alsace », du premier musée des beaux-arts tel que conçu par Wilhelm von Bode et du « Hohenlohe-Museum ». Après la Seconde Guerre mondiale et un réaménagement muséologique complet par Hans Haug, le musée ouvrit sous sa forme définitive en 1956. Bien que le musée partage le nom et les locaux de l’Œuvre Notre-Dame, et qu’il expose certaines œuvres des collections de celle-ci, les deux institutions sont séparées depuis l’origine et n’ont jamais eu d’administration commune.

### Documentaires
- Bruno Aguila et Denis Becker, documentaire « La Leçon de cathédrale »  France Télévisions[41]